# Бестужево (Дмитровський міський округ)
Бесту́жево (рос. Бестужево) — присілок у складі Дмитровського міського округу Московської області, Росія.

## Населення
Населення — 3 особи (2010; 9 у 2002).
Національний склад (станом на 2002 рік):
- росіяни — 89 %